# イオン札幌清田店
イオン札幌清田店（イオンさっぽろきよたてん）は、北海道札幌市清田区平岡に所在するイオン北海道運営のフード＆ドラッグ業態のスーパーマーケットである。
本記事では、前身の西友清田店についても説明する。

## 概要

### 西友清田店
1982年10月9日開店。開店時の住所は札幌市豊平区真栄7-1。
集団食中毒が発生し、1982年10月16日から自主的に休業。11月9日に10日間の営業停止処分を受け、12月15日に営業を再開した。
1997年に豊平区から清田区が分区する。
2019年7月10日、和菓子舗静月庵の跡にサザエ食品が開店。
2022年11月11日、サンキが開店。
2024年4月2日、9月をもって西友が道内から撤退し、道内全9店舗をイオン北海道が買収することを発表。9月29日18時をもって閉店した。

### イオン札幌清田店
10月1日付でイオン北海道へ継承した。直営売場はシステムの入れ替え等のため休業し、サザエなどの一部を除き、テナントは営業する。
2024年11月22日にフード&ドラッグ業態のイオン札幌清田店として開店。

## 年表

### 西友清田店
- 1982年10月9日 - 開店。
- 1982年
  - 10月16日 - 集団食中毒により自主的に休業。
  - 11月9日 - 10日間の営業停止処分を受ける
  - 12月15日 - 営業を再開
- 2024年9月29日 - 閉店[9]。

### イオン札幌清田店
- 2024年
  - 10月1日 -  イオン北海道が継承。
  - 11月22日 - 直営売場開店。

## フロアとテナント
出典:

### フロア概要
核店舗のイオン札幌清田店と19の専門店で構成される。
| 階  | フロア概要                         |
| --- | ---------------------------------- |
| 3階 | 専門店のフロア                     |
| 2階 | 日用品・専門店のフロア             |
| 1階 | 食品・フードコート・専門店のフロア |

### 主なテナント

#### 1階
- 京田屋（パン）
- サザエ（惣菜）
- チャンスセンター（宝くじ）
- 北洋銀行 清田区役所前支店[17] （銀行）※隣接

#### 2階
- アフラック（保険）
- 大吉（買取）

#### 3階
- セリア（100円ショップ）
- サンキ（衣料）
- メガネのプリンス（メガネ）

※テナント情報は2024年10月時点
出店テナント全店の一覧詳細情報は公式サイト「専門店・フロアマップ」を、営業時間の詳細は公式サイトを参照。

### 過去のテナント

#### 西友清田店
- 北海道中央バス西友清田案内所 - 2021年9月30日閉店[18]。

## アクセス
国道36号線、北海道道341号真駒内御料札幌線沿い。
バス
- 北海道中央バス「真栄」バス停下車

自動車
- 道央自動車道 北広島ICから約11分、札幌南ICから約13分[19]